# Tyge Krogh
Tyge Krogh (født 1954) er en dansk seniorforsker, dr.phil ved Statens Arkiver, Rigsarkivets Publikumsafdeling. Han forsker i 1700-tallets kultur- og bevidsthedshistorie, retshistorie og idéhistorie, samt filantropiens historie 1500-2000.
Han har skrevet disputats om Oplysningstiden og det magiske. Henrettelser og korporlige straffe i 1700-tallets første halvdel.

## Videnskabelige publikationer
- Fattigvæsen og arbejdstvang. Om kampen mod dovenskab og ørkesløshed i Kalundborg 1790-1840 i Fortid og Nutid bd. 29, 1982 s. 647-71.
- Kalundborgs historie. Bind 1. Tiden indtil 1830 (red. T. Nyberg og T. Riis), heri s. 273-77 og 291-326 (om det politiske, sociale og kulturelle liv 1770-1830), Kalundborg 1985.
- Staten og de besiddelsesløse – på landet 1500-1800, Odense 1987 (182 s.).
- Datastrømme, telekommunikation og arkivdannelse – Om arkivmæssige problemer i den stigende anvendelse af edb i den offentlige forvaltning i Arkiv 1986/1 s. 47-58.
- Humanitært hjælpearbejde og udenrigspolitik – Om den statslige styring af det internationale hjælpearbejde 1945-48 i Spor – Afhandlinger tilegnet Niels Petersen på 65-årsdagen, Kbh. 1987 s. 183-202.
- Mellem efterkrigshjælp og u-landsbistand. Den internationale tuberkulosekampagne 1947-5l Kbh. 1989 (321 s.).
- Humanitet og politik i det danske efterkrigshjælpearbejde 1945-51, i Historie, Jyske Samlinger ny række 18,2 1990 s. 248-63.
- Byrokratiseringen af landkommunernes forvaltning 1842-1970, i Kommunal opgaveløsning 1842-1970, Odense 1990 s. 76-84.
- The Database of the State Archives in Denmark, i det italienske tids-skrift 'Archivi & Computer' 2/1991 s. 124-30.
- Et lille Stykke Kulturhistorie. Peder Kroghs erindringer 1827-54, Odense 1991, 128 s. (heraf 29 s. forord, efterskrift og noter).
- Kogebog til en lokalhistorisk krimi i Journalen – lokal- og kulturhistorisk tidsskrift, 1994-1, s. 3-7.
- Filantropibegrebet mellem næstekærlighed, liberal politik og solidaritet i Den Jyske Historiker nr. 67, 1994, s. 7-16.
- Bødlens og natmandens uærlighed i Historisk Tidsskrift bd. 94, s. 30-57.
- Rationalismens syndebuk – Christian 6. og pietismen i dansk historieskrivning i antologien Historiens kultur. Fortælling – kritik – metode, Kbh. 1997, s. 61-79.
- Oplysningstiden og det magiske – Henrettelser og korporlige straffe i 1700-tallets første halvdel Kbh. 2000 (608 + 16 sider illustrationer)
- Det store natmandskomplot. En historie om 1700-tallets kriminelle underverden Kbh. 2000 (187 s.)
- Et uopklaret barnemord i Køge 1742, i Køge Studier 2000 s. 4-22.
- En trold(doms)sag fra 1756. Folkets og elitens forhold til magiske forestillinger i 1700-tallet, i Mentalitetshistortiske studier. Om fortidige forestillingsverdener, Kbh. 2002, s. 215-232
- (2004) Henrettelsens fascination – om selvmordsmord og statreligiøsitet i 1700-tallet; udgivet i tidsskriftet Den jyske historiker Nr. 105 (2004). siderne 19-34, 153
- A Lutheran Plague. Murdering to Die in the Eightteenth Century, Brill, 2011 (226 s., illustreret).